# La Dame du lac (Andrzej Sapkowski)
Pour les articles homonymes, voir La Dame du lac (homonymie).
La Dame du lac (titre original : Pani Jeziora) est le cinquième roman et le septième volume de la série littéraire de fantasy Le Sorceleur, créée par l'écrivain Andrzej Sapkowski. Il est publié en Pologne en 1999 et en France en 2011.
Le livre a été traduit en français par Caroline Raszka-Dewez et sa couverture a été illustrée dans son édition française par Etienne Le Roux.

## Histoire
Tandis que Geralt de Riv est retenu dans le duché de Toussaint, Ciri est séquestrée dans un monde parallèle par l'elfe Avallac'h.
Les elfes souhaitent sauver le monde d'ou vient Ciri grâce à la naissance d'un héritier conçu avec leur roi. 
Ciri constate que les Aen Elle lui cachent la vérité, et qu'ils ont exterminé les humains en arrivant dans ce monde. Elle parvient à s'enfuir grâce à la licorne "Petit Cheval" qui a une dette envers elle après qu'elle l'ait soigné dans le désert. 
De son côté, Geralt est manipulé par la sorcière Fringilla Vigo, qui cherche à le retenir à Toussaint à la demande de la Loge. Il apprend que Yennefer est retenue prisonnière par Vilgerfortz et se lance dans son sauvetage, accompagné par Régis, Cahir, Milva et Angoulême; Jaskier ayant choisi de rester à Toussaint. 
Ciri apprend à maîtriser le saut entre les mondes et parvient à rejoindre le château de Vilgerfortz, où celui-ci a pour projet de l'utiliser afin de voyager lui-même entre les mondes. Geralt et ses compagnons parviennent à libérer Yennefer et Ciri, et à se débarrasser de Bonhart et Vilgerfortz. Milva, Cahir, Angoulême 
et Régis ne survivront pas à l'attaque. 
L'empereur de Nilfgaard et son armée investissent le château, et Emhyr, qui n'est autre que Duny, révèle à Geralt ses agissements et projets pour Ciri, auxquels il renoncera finalement. 
Alors que la guerre est terminée, Yennefer et Geralt sont gravement blessés lors d'une attaque à Rivie. Ciri les accompagne dans un autre monde, puis poursuit seule son chemin en direction de Kamelot accompagnée du jeune Galaad.

## Éditions françaises

### Format papier
- La Dame du lac, Bragelonne, 8 juillet 2011, trad. Caroline Raszka-Dewez, illustré par Etienne Le Roux, 528 p.  (ISBN 9782352944881)